# Bernd Andler

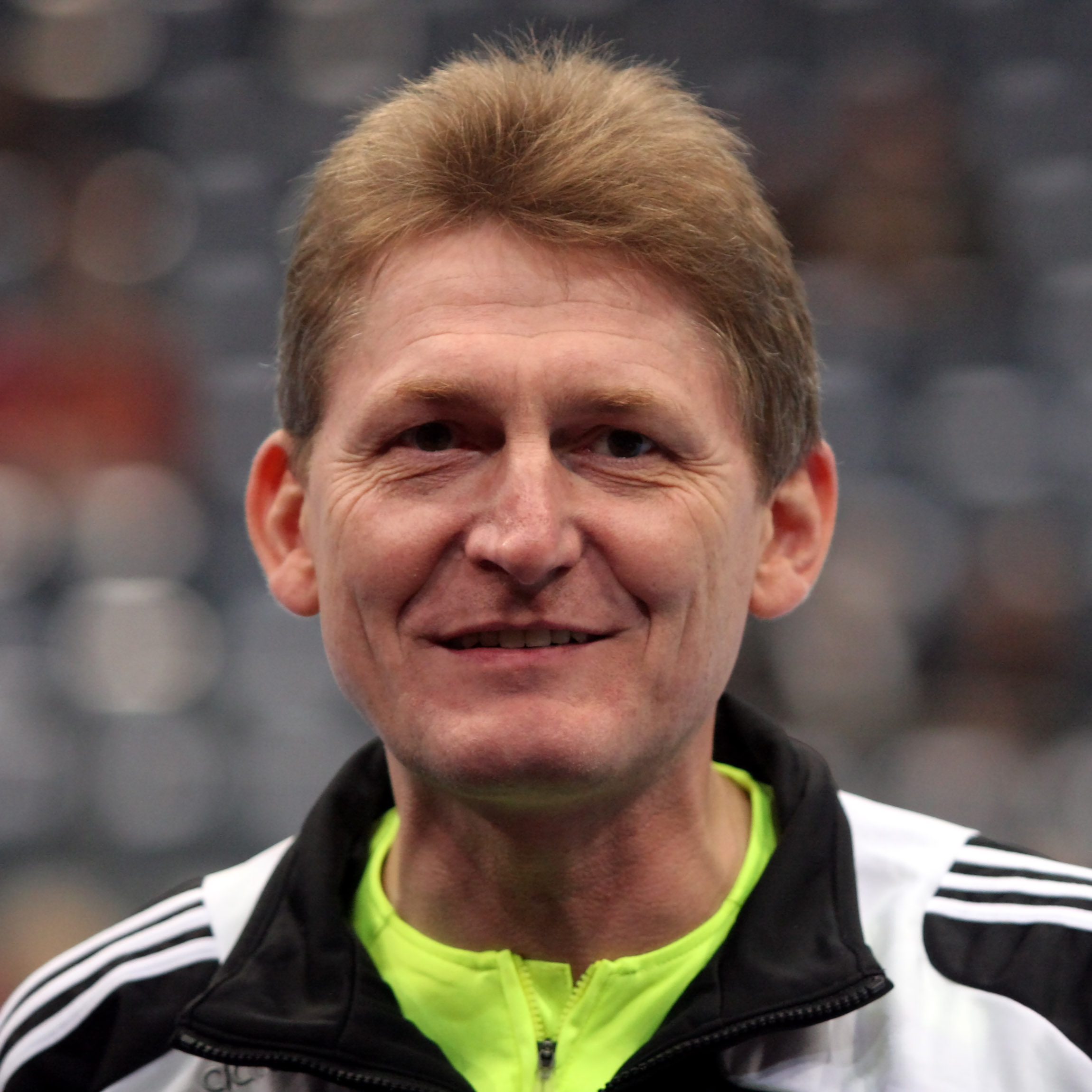
Bernd Andler am 27. September 2008

Bernd Andler (* 24. Oktober 1960) ist ein ehemaliger deutscher Handballschiedsrichter. Er gehörte zum DHB und ist seit 1978 Schiedsrichter. 
Von 1986 bis 2009 arbeitete er mit seinem Bruder Harald als Schiedsrichtergespann. 1995 wurden sie in den DHB-Kader aufgenommen und haben bisher rund 500 Einsätze beim DHB geleitet. Spiele der 1. Bundesliga leiteten sie seit 1998. Von der EHF/IHF wurden sie auf internationaler Ebene eingesetzt. Seit Beendigung der aktiven Laufbahn wird Bernd Andler als offizielle Spielaufsicht in der Handball-Bundesliga eingesetzt. 2011 hat er im Handballverband Württemberg die Leitung des Schiedsrichterwesens übernommen.
Höhepunkte:
- 2008 Einsatz beim Final-Four in der Color-Line-Arena in Hamburg.
- 2007 Leitung des Supercup-Endspiels in der Olympiahalle in München.

## Privates
Bernd Andler ist verheiratet und hat zwei Kinder. Er ist von Beruf Industrieelektroniker.